# Montañas Tennen
Las montañas Tennen  ( en alemán: Tennengebirge) es una cadena montañosa pequeña, pero escarpada, en los Alpes de piedra caliza del norte, que se encuentra frente a los Alpes orientales en toda su longitud. Se trata de un altiplano muy karstificado, de unos 60 km² de superficie, con muchas cuevas. La cordillera se encuentra en Austria, en el distrito de Salzburgo, cerca de Bischofshofen.
Unos 37 kilómetros cuadrados de la meseta de Tennen están por encima de la línea de los 2.000 metros y esa parte de la cordillera dentro del estado de Salzburgo se convirtió en reserva natural en 1982.

## Extensión y montañas vecinas
El contorno de las montañas Tennen está formado por:
- al oeste por las montañas Hagen, una parte de los Alpes de Berchtesgaden, separadas por el río Salzach. Aquí, en el extremo norte del puerto de Lueg, se encuentra el punto más estrecho del desfiladero de Salzachöfen a través de los Alpes de piedra caliza.
- en el norte y noreste por el río Lammer hasta el arroyo Rußbach, que desciende del puerto de Gschütt. Más allá del Lammer está el Grupo Osterhorn (Montañas Salzkammergut)
- en el este por el valle del Lammer hasta Lungötz, separándolo de las montañas de Dachstein
- en el sur limita con parte de los Alpes de pizarra de Salzburgo a la derecha del Salzach (Hochgründeck, Roßbrand ) a lo largo de la línea de Karbach a St. Martin – Fritzbach – Salzach a Bischofshofen

### Asentamientos del valle
- Werfen
- Pfarrwerfen
- Werfenweng
- Sankt Martin am Tennengebirge
- Annaberg-Lungötz
- Abtenau
- Scheffau am Tennengebirge
- Golpeando

## Cumbres

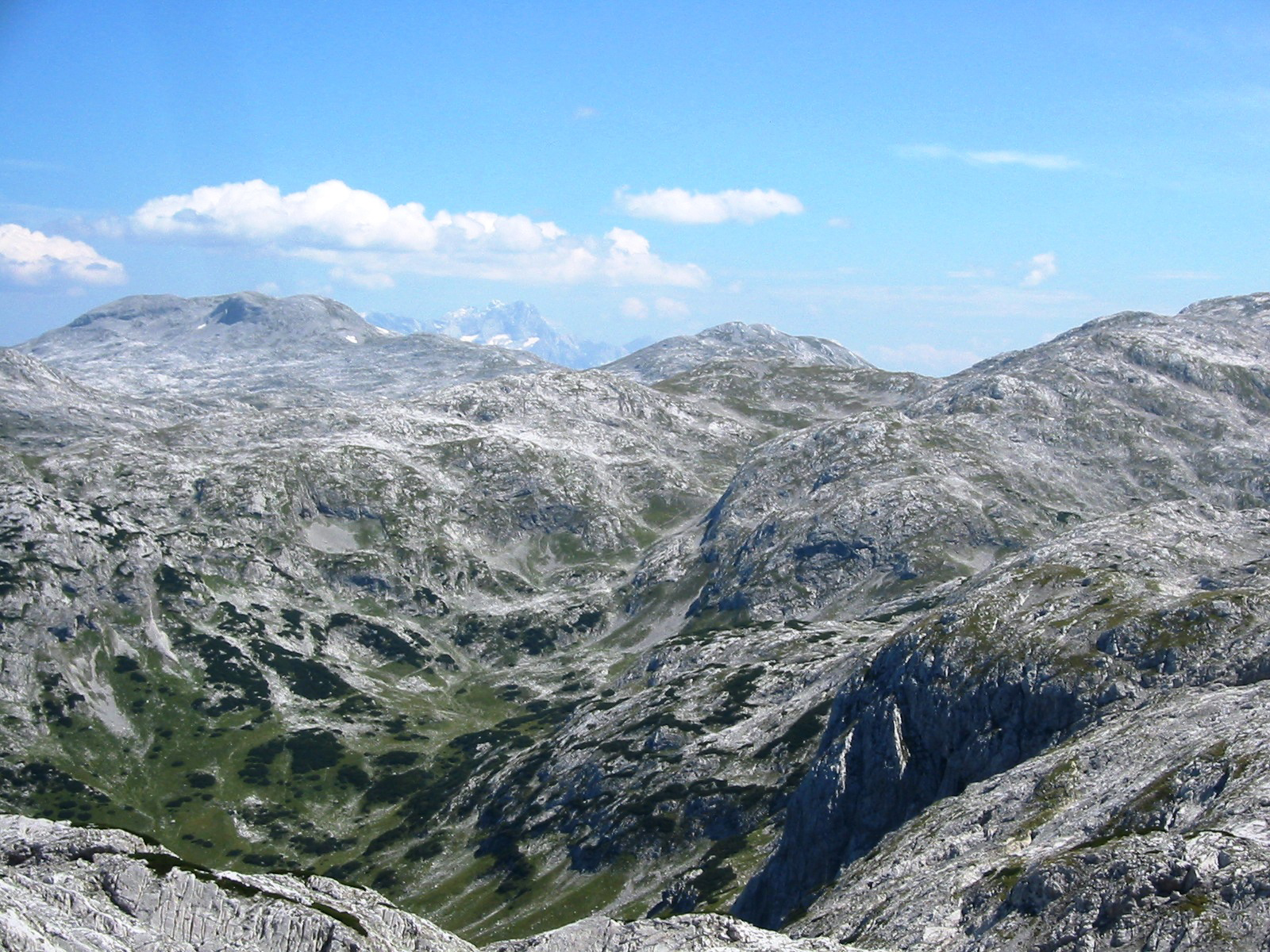
Vista del terreno kárstico de los montes Tennen mirando hacia el sureste. Al fondo: el Hoher Dachstein

Las montañas más altas del Tennen son el Raucheck (2.430 m sobre el nivel del mar (AA)) en el oeste y el Bleikogel (2.412 m sobre el nivel del mar (AA)) en el este. Todos los puntos más altos se elevan en el borde sur de la meseta, que se desplaza hacia el norte. Los picos más importantes son:
| - Raucheck (2,430 m) - Lehnender Stein (2,402 m) - Pfaffenleitnkopf (2,370 m) - Werfener Hochthron (2,363 m) - Fritzerkogel (2,360 m) - Streitmandl (2,360 m) - Schubbühel (2,334 m) - Tiroler Kogel (2,324 m) - Eiskogel (2,321 m) - Brietkogel (2,316 m) | - Wieselstein (2,300 m) - Scheiblingkogel (2,290 m) - Hochkogel (2,283 m) - Fieberhorn (2,278 m) - Tauernkogel (2,247 m) - Knallstein (2,234 m) - Hochkarfelderkopf (2,219 m) - Breitstein (2,161 m) - Tagweide (2,128 m) - Edelweißkogel (2,030 m) |

## Geología

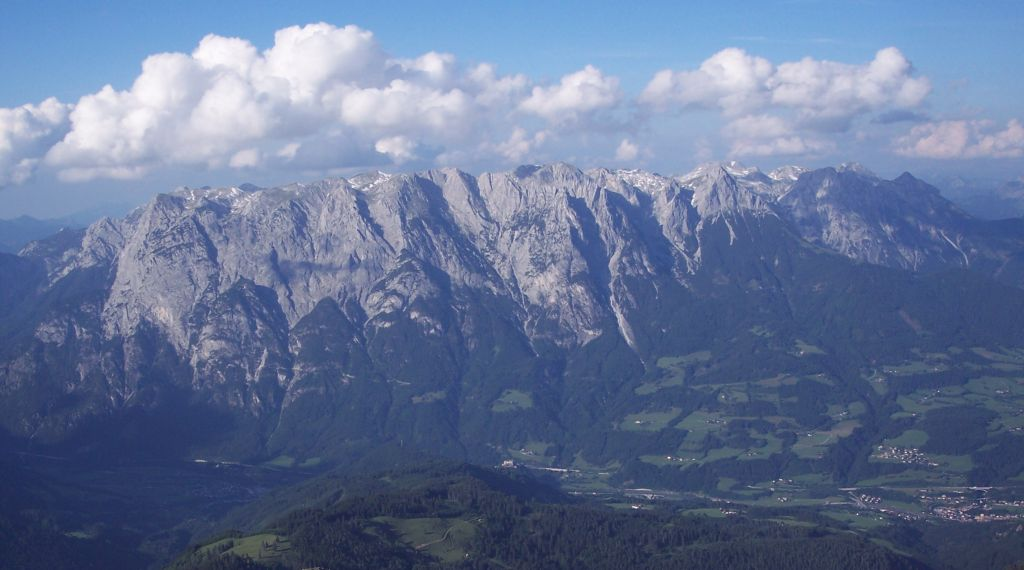
Las montañas Tennen desde el suroeste, a la derecha la zona montañosa de Werfen-St.-Martin Schuppen Zone

El Tennen es un macizo muy karstificado, compuesto principalmente de piedra caliza de Dachstein sobre una base de dolomita de Ramsau.
Sus estribaciones meridionales, a lo largo de la línea Lungötz– Werfenweng – Werfen, pertenecen a una zona imbricada (Schuppenzone). Esta zona, formada por la Formación Werfen del Triásico Inferior y dolomitas triádicas medias ( Anisiense, Ladiniense ), se denomina Zona Werfen-St.-Martin Schuppen .

### Cuevas
Hay numerosas cuevas en las montañas Tennen.
- La más famosa es la Eisriesenwelt, cerca de Werfen, que tiene unos 42 km de longitud y es la mayor cueva de hielo del mundo. Su sección de hielo está abierta al público como cueva de exhibición.
- Las cuevas más conocidas cerca del nivel del valle son la cueva Brunnecker en el puerto de Lueg, la cueva Winnerfall cerca de Oberscheffau y la cueva Trickl cerca de Abtenau. Se trata de cuevas de agua activas que pueden inundarse durante el deshielo u otros periodos de alto nivel de agua.
- Otro sistema de cuevas importante es el sistema Platteneckeis Cave-Berger Cave-Bierloch en el noroeste del bloque montañoso. Este sistema drena hacia la cueva Brunnecker, cayendo a una altura de más de 1,000 metros
- Otras cuevas importantes son Schneeloch en Kuchelbergalm
- y la cueva Eiskogel, que atraviesa la montaña del mismo nombre en el extremo sur de las Tennen

Las montañas Tennen son una región de investigación preferente para la Asociación Estatal de Investigación de Cuevas de Salzburgo, que recoge y publica los resultados de sus investigaciones. Se descubren continuamente nuevas cuevas, pero incluso las antiguas y conocidas revelan a veces nuevos secretos.
El conocimiento de las cuevas y de las rutas que sigue el agua a través de ellas es importante, sobre todo en lo que respecta al futuro suministro de agua para la población y a la protección de los recursos hídricos.

## Senderismo y escalada
Al ser un altiplano, las Tennen cuentan con numerosos senderos para el excursionista alpino. Sin embargo, los senderistas deben ser conscientes de la falta de agua en el terreno kárstico y de los peligros de perderse en la niebla o la bruma. La experiencia alpina y una buena forma física son requisitos básicos, aunque hay muchos refugios de montaña disponibles. Los precipicios del borde de la meseta ofrecen al escalador un amplio abanico de opciones de escalada. Las caras del borde sur de la cordillera, especialmente alrededor del refugio Werfener y por encima del refugio Dr. Heinrich Hackel, son muy populares debido a su fácil accesibilidad. En invierno hay varias rutas de esquí de travesía, que cruzan principalmente la meseta, pero también rutas de esquí extremo en algunos lugares.

### Senderos de larga distancia
El sendero europeo de larga distancia E4 / Vía Alpina del Norte 01/ Via Alpina (Etapa Violet Trail A34/35) atraviesa el sur de las Tennen, desde Lungötz hasta Werfen pasando por el refugio Dr. Heinrich Hackel.
Además, la Vía Arno de Salzburgo discurre a lo largo del oeste del grupo (sección 6 Kalkberge Oeste, etapa 52 refugio Annaberg Laufener y 53 a Abtenau).